# Parada de Cap Negret (TRAM Alicante)
Cap Negret es una parada del TRAM Metropolitano de Alicante donde presta servicio la línea 9. Está situada  fuera del casco urbano de Altea, en la zona de Cap Negret.

## Localización y características
Se encuentra ubicada en la partida de Cap Negret. Dispone de un andén y una vía. En esta parada se detienen los nuevos trenes duales de la línea 9.

## Líneas y conexiones
| << Cabecera | < Estación | Línea | Estación >    | Cabecera >> |
| ----------- | ---------- | ----- | ------------- | ----------- |
| Benidorm    | Garganes   |       | Olla de Altea | Denia       |